# Дзигуа, Кала Кегуцаевич
Кала Кегуцаевич Дзигуа (1901 год, село Шешелета, Сухумский округ, Кутаисская губерния — неизвестно, село Репо-Шешелети, Гальский район, Абхазская АССР, Грузинская ССР) — бригадир колхоза имени Махарадзе Гальского района Абхазской АССР, Грузинская ССР. Герой Социалистического Труда (1948).

## Биография
Родился в 1901 году в крестьянской семье в селе Шешелета (сегодня — два отдельных населённых пункта — Реап и Шешелета) Кутаисской губернии.
После окончания местной начальной школы трудился в сельском хозяйстве.
Во время коллективизации вступил в местную сельскохозяйственную артель, которая позднее была преобразована в колхоз имени Махарадзе Гальского района. В послевоенные годы этим колхозом руководил председатель Иона Нарикович Узарашвили. С конца 1940-х годов возглавлял полеводческую бригаду.
В 1947 году бригада под его руководством собрала в среднем с каждого гектара по 71 центнера кукурузы на участке площадью 6 гектаров. Указом Президиума Верховного Совета СССР от 21 февраля 1948 года удостоен звания Героя Социалистического Труда за «получение высоких урожаев пшеницы и кукурузы в 1947 году» с вручением ордена Ленина и золотой медали «Серп и Молот» (№ 682).
Этим же Указом званием Героя Социалистического Труда были награждены председатель колхоза Иона Нарикович Узарашвили, бригадир Терентий Надаевич Квиртия, звеньевые Романоз Максимович Гаделия и Николай Гуджуевич Милорава.
После выхода на пенсию проживал в родном селе Репо-Шешелета. Дата смерти не установлена.
Награды
- Герой Социалистического Труда
- Орден Ленина
- Медаль «За оборону Кавказа» (01.05.1944)